# نشاط إشعاعي بيئي
النشاط الإشعاعي البيئي هو الإشعاع المنبعث عن مواد مشعة في البيئة البشرية. ففي حين أن بعض النظائر المشعة مثل السترونتيوم 90 (90Sr) والتكنيتيوم 99 (99Tc) موجودة فقط على كوكب الأرض بسبب النشاط البشري، بعض هذه النظائر موجودة بسبب العمليات الطبيعية مثل بوتاسيوم 40 (40k)، وعدد قليل من هذه النظائر ناتج عن كافة العمليات الطبيعية والأنشطة البشرية. وقد يؤثر النشاط البشري على كثافة وموقع بعض هذه النظائر الطبيعية على خاصة يورانيوم 238 (238U).

## الإشعاع البيئي الناجم عن النشاط البشري
ينجم عن ممارسات عديدة يقوم بها البشر في المحيط الحيوي إطلاق النشاط الإشعاعي من صنع الإنسان والمواد المشعة التي تحدث بشكل طبيعي (NORM)، وهي مقسمة إلى عدة أنواع:
- الإطلاقات المرخصة والعادية التي تحدث أثناء العمل المنتظم في المصانع أوعملية معالجة المواد المشعة التي يصنعها الإنسان. مثلا: إطلاق التكنيتيوم 99 من أقسام العلاجات النووية في المشافي أثناء إجراء تصوير باستخدام هذا النظير.
- إطلاقات ناجمة عن حوادث يتعرض لها الإنسان في الصناعة والبحث. مثلا: كارثة تشيرنوبل النووية.
- إطلاقات ناجمة عن نشاطات عسكرية. مثلا: تجارب في الأسلحة النووية.
- إطلاقات ناجمة عن جريمة. مثلا: حادثة غويانيا الإشعاعية، حيث قام فيها لصوص بسرقة أدوات طبية دون علمهم بمحتواها الإشعاعي، وقد قتل إثر الحادثة 4 أشخاص وسجلت أكثر من 200 حالة تسمم إشعاعي.
- إطلاقات ناجمة عن ممارسات يجريها الإنسان في الطبيعة وتنجم عم عمليات طبيعية، مثل التعدين. مثلا: يتم إطلاق كميات ضئيلة من اليورانيوم والثوريوم في الفحم، عندما يتم حرقه في محطات توليد الطاقة.

## التعرض البشري للإشعاع
- الإشعاع الناتج عن الطبيعة: تتعرض الأرض ومخلوقاتها بانتظام للإشعاع من الفضاء. تستجيب الجسيمات المشحونة من الشمس والنجوم مع الغلاف الجوي والحقل المغناطيسي للأرض بمتر من الإشعاع، عادة إشعاع بيتا وجاما. تختلف كميات الإشعاع في المناطق المختلفة وفقًا للاختلافات في الطول والحقل المغناطيسي. تتواجد المواد المشعة بشكل طبيعي في التربة والمياه والغطاء النباتي. يتم امتصاص بعضها في الجسم من الطعام (على سبيل المثال: يحتوي الموز على البوتاسيوم، وبعض ذراته عبارة عن نظائر مشعة) والماء، أو من الهواء في حالة الغاز رادون، دون التسبب بضرر كبير.[1]

- مصادر الإشعاع من صنع الإنسان: في المتوسط، يمتص كل شخص حوالي 2.4 ملي واط في السنة (240 ميلي واط في السنة)، تتراوح قيمتها بين 0.2 - 10 ملي واط حسب المكان الذي يعيشون فيه وعاداتهم. ومنها، حوالي 0.4 ملي واط تنشأ من الإشعاع الكوني، 0.4 ملي واط من مصادر الإشعاع الأرضي، 1.2 ملي واط من استنشاق الغاز المشع (أساسا الرادون)، و0.3 ملي واط من الغذاء. تساهم المصادر الطبيعية بحوالي 1.8 ملي واط (80٪) من معدل الإشعاع الممتص سنويًا، بينما تساهم المصادر الإشعاعية الاصطناعية بنسبة 20٪ المتبقية. في المتوسط، يتم التبرع بحوالي 0.3 ميلي واط سنويًا للاستخدامات الطبية للإشعاع، مثل الأشعة السينية والطب النووي والإشعاع. تشمل المصادر الأخرى للإشعاع التلفاز وأجهزة الكشف عن الدخان وبعض شاشات العرض المتوهجة للساعات وأجهزة القياس الأخرى.[2]

يتعرض العمال الذين يتعاملون مع الوقود النووي، بما في ذلك التعدين والمعالجة والاستخدام (مثل المفاعلات النووية) واستعمال الوقود المستعمل (إعادة تدوير الوقود)، بمعدل 1.8 ملي واط في المتوسط. كما يتعرض الموظفون في معاهد الأورام ومختبرات البحوث النووية والجنود المتمركزون في الغواصات والسفن للإشعاع في المتوسط بمعدل أقل. يتم مراقبة تعرض هؤلاء العمال للإشعاع باستخدام مقياس جرعة الإشعاع (مقياس الجرعات). تتعرض الطواقم الجوية لما متوسطة 3 ميلي واط في السنة، بسبب زيادة معدل التعرض للإشعاع الكوني.